# António Belo de Almeida Júnior
António Belo de Almeida Júnior (Santa Luzia, Angra do Heroísmo, 11 de maio de 1851 — Lisboa, 8 de setembro de 1914), com o nome frequentemente grafado António Bello d'Almeida Jr., foi um oficial de Engenharia do Exército Português que se notabilizou pelos seus estudos sobre fortificação costeira e de historiografia da poliorcética.

## Biografia
Alistou-se, como voluntário, no Regimento de Artilharia nº 1 em 11 de agosto de 1870, onde solicitou e obteve, licença para estudar na Escola Politécnica de Lisboa (atual Faculdade de Ciências da Universidade de Lisboa). Considerado aluno brilhante, recebeu o 1.º prémio pecuniário da 1.ª cadeira e o 2.º prémio da 5.ª cadeira (1871) e o 1.º prémio pecuniário da 1.ª cadeira (1872). Promovido a alferes-aluno em 1873, concluiu o curso no ano seguinte (1874). Deve ter-se matriculado de imediato na Escola do Exército, onde concluiu o curso de Engenharia Militar (1877). Distinguiu-se igualmente nesta instituição, onde veio a receber o 2.º prémio honorífico, sucessivamente nos segundo e terceiro anos do curso de Engenharia (anos de 1876 e 1877, respectivamente).
Em 1878 ingressou na Arma de Engenharia, encontrando-se no mesmo ano na ilha Terceira. No ano seguinte (1879), desenhou a planta do Forte do Porto na Praia da Vitória.
Foi promovido a tenente em 1881. Nesse mesmo ano, pelo menos entre março e maio, procedeu ao levantamento topográfico e registo dos prédios pertencentes ao Ministério da Guerra na ilha Terceira. Por razão que se desconhece, declinou o convite para lecionar a cadeira de Aritmética no Liceu de Angra, então vaga por falta de pessoa habilitada para tal. Ainda nesse ano, foi para Lisboa, sendo promovido a capitão no ano seguinte (1882). Em 1885, foi transferido para o Estado-Maior de Engenharia, passando o resto de sua carreira entre o Estado-Maior e o Regimento de Engenharia. Em 1908 recebeu a patente de coronel.
Recebeu os graus de cavaleiro, oficial e comendador da Ordem Militar de Avis, e ainda a Medalha Militar de prata da classe de Comportamento Exemplar.
É co-autor, com Damião Freire de Bettencourt Pego, do documento intitulado Tombos dos Fortes da Ilha Terceira, importante fonte historiográfica sobre o conjunto de fortificações que defendiam a costa da ilha Terceira, nos Açores. A forma abreviada de seu nome é a que consta nos documentos deste trabalho.
Ficou viúvo em 1897, e teve dois filhos, António e Maria.